# Taq-e-Bustan
Taq-e-Bustan is een plaats in de bergen bij Kermanshah in Iran. Er is een beroemd reliëf in de bergen uit de tijd van sjah Khusro II (Chosroes II) 590-628.
Het onderste deel stelt een ruiter voor, daarboven is de koning afgebeeld met aan de rechterzijde de god Ahura Mazda die de koning kroont en aan de andere kant de godin Anahita die de kroon en een kruik vasthoudt.
In de 11e eeuw is de afbeelding de grondslag geworden voor de gedichten van Nizami. Zijn Khusrau en Shirin is een bijzonder populair onderwerp geworden van de Perzische literatuur.
Anahita wordt daarin gezien als Shirin, de christelijke vrouw van Khusrau waarop Farhad (Ahura-Mazda) verliefd wordt. Farhin is een groot bouwmeester en beeldhouwer die zijn kunsten gebruikt om zijn geliefde te behagen.
De verhalen zijn wel vergeleken met de Arthurlegenden met hun driehoeksverhouding tussen Koning Arthur, Guinevere en Lancelot. Er zijn prachtige verluchte handschriften van uit de 15e en 16e eeuw.